# Bipolar-CMOS-Technik
Die Bipolar-CMOS-Technik (BiCMOS-Technik) ist eine Fertigungsmethode der Halbleitertechnik, die zwei ursprünglich getrennte Schaltungstechniken, nämlich den Schaltungen aus Bipolartransistoren (BJT) und CMOS-Logikgattern (komplementäre Metall-Oxid-Halbleiter) basierend auf Metall-Oxid-Halbleiter-Feldeffekttransistoren (MOSFETs), in einer einzigen integrierten Schaltung vereint. In jüngerer Zeit wurden die bipolaren Prozesse auf Verbindungshalbleiter mit hoher Elektronenbeweglichkeit wie Siliciumgermanium ausgeweitet.

## Anwendung

Schaltung eines Nicht-Gatters in BiCMOS

Bipolartransistoren bieten hohe Geschwindigkeit, hohe Verstärkung und niedrige Ausgangsimpedanz bei relativ hohem Stromverbrauch pro Bauelement. Dies sind hervorragende Eigenschaften für analoge Hochfrequenzverstärker, einschließlich rauscharmer Hochfrequenzverstärker, die nur wenige aktive Bauelemente verwenden. Dem entgegen die CMOS-Technologie eine hohe Eingangsimpedanz bietet und sich hervorragend für die Konstruktion einer großen Anzahl von Logikgattern mit niedrigem Stromverbrauch eignet. Bei einem BiCMOS-Prozess sind die eingesetzten Dotierungsprofile und andere Prozessmerkmale so eingestellt, dass entweder CMOS- oder bipolare Bauelemente bevorzugt werden. Diese Prozesse umfassen auch Schritte für die Abscheidung von Präzisionswiderständen und HF-Induktoren und -Kondensatoren mit hohem Q-Wert auf dem Chip, die in einem „reinen“ CMOS-Logikdesign nicht benötigt werden.
BiCMOS zielt auf Mixed-Signal-ICs wie ADCs und komplette Software-Defined-Radio-Systeme als System-on-a-Chip ab, die Verstärker, analoge Stromversorgungsschaltungen und Logikgatter auf dem Chip benötigen. BiCMOS hat einige Vorteile bei der Bereitstellung digitaler Schnittstellen. BiCMOS-Schaltungen nutzen die Eigenschaften jedes Transistortyps am besten aus. Im Allgemeinen bedeutet dies, dass Hochstromschaltungen wie On-Chip-Leistungsregler Metall-Oxid-Halbleiter-Feldeffekttransistoren (MOSFETs) für eine effiziente Steuerung verwenden und für größere Logikschaltungen werden herkömmliche CMOS-Strukturen eingesetzt. Hingegen werden für die Teile spezialisierter Hochleistungsschaltungen wie ECL-Teiler und LNAs bipolare Bauelemente verwenden; Beispiele sind HF-Oszillatoren, Bandabstandsreferenzen und rauscharme Schaltungen.
Die Mikroprozessoren Pentium, Pentium Pro und SuperSPARC verwenden ebenfalls BiCMOS.

## Nachteile
Einige der Vorteile der CMOS-Fertigung, z. B. sehr niedrige Kosten in der Massenproduktion, lassen sich nicht direkt auf die BiCMOS-Fertigung übertragen. Eine inhärente Schwierigkeit ergibt sich aus der Tatsache, dass es unmöglich ist, sowohl die BJT- als auch die MOS-Komponenten des Prozesses zu optimieren, ohne viele zusätzliche Fertigungsschritte hinzuzufügen und folglich die Prozesskosten zu erhöhen und die Ausbeute zu verringern. Schließlich kann BiCMOS im Bereich der Hochleistungslogik aufgrund des potenziell höheren Standby-Leckstroms niemals einen so niedrigen Stromverbrauch aufweisen wie ein nur für CMOS optimierter Fertigungsprozess.

## Geschichte
Im Juli 1968 demonstrierten Hung-Chang Lin und Ramachandra R. Iyer bei der Westinghouse Electric Corporation einen integrierten Bipolar-MOS (BiMOS)-Audioverstärker, der Bipolartransistor- und Metall-Oxid-Halbleiter-Transistor-Technologien kombinierte. Später demonstrierten Lin und Iyer zusammen mit C.T. Ho im Oktober 1968 bei Westinghouse den ersten integrierten BiCMOS-Schaltkreis, der BJT- und komplementäre MOS-Technologien (CMOS) in einem einzigen integrierten Schaltkreis kombinierte. Im Jahr 1984 wurde die BiCMOS-Großintegration (LSI) von einem Hitachi-Forschungsteam unter der Leitung von H. Higuchi, Goro Kitsukawa und Takahide Ikeda vorgestellt.
In den 1990er Jahren begannen verschiedene Hersteller für integrierte Schaltkreise, die BiCMOS-Technologie kommerziell nutzbar zu machen. Diese Technologie fand schnell Anwendung in Verstärkern und analogen Leistungsmanagement-Schaltungen.
Eine Art der BiCMOS-Technologie ist die Bipolar-CMOS-DMOS-(BCD)-Technologie, die BiCMOS mit DMOS (double-diffused MOS), einer Art von Leistungs-MOSFET-Technologie, kombiniert. Die BCD-Technologie kombiniert drei Verfahren zur Herstellung von Halbleiterbauelementen auf einem Leistungs-IC (Power Integrated Circuit): Bipolar für präzise analoge Funktionen, CMOS für das digitale Design und DMOS für Leistungselektronik und Hochspannungselemente. Es wurde Mitte der 1980er Jahre von STMicroelectronics entwickelt. Es gibt zwei Arten von BCD: High-Voltage-BCD und High-Density-BCD. Sie haben eine breite Palette von Anwendungen, wie z. B. Silicon-on-Insulator (SOI) BCD, die in der medizinischen Elektronik, der Automobilsicherheit und der Audiotechnik eingesetzt werden.